# Fornvännen
Fornvännen er et svensk videnskabeligt tidsskrift inden for arkæologi og ældre kunsthistorie. Det har blandt andet Nordens største anmeldelsesafdeling på området. Artiklerne er skrevne på de nordiske sprog (også dansk), engelsk eller tysk med sammenfatninger på engelsk. Tidsskriftet udkommer 4 gange om året.
Fornvännen blev første gang udgivet af Vitterhetsakademien i 1906 og erstattede da Vitterhetsakademiens Månadsblad og Svenska Fornminnesföreningens Tidskrift. En skannet og OCR-tolket af tidsskriftets første 100 årgange med velanvendelige søgeredskaber igangsattes i november 2007. Fra og med marts 2009 er Fornvännen et Open Access-tidsskrift, hvis webversion publiceres 6 måneder efter at hvert nummer er udkommet på papir.
Fornvännens redaktionsgruppe består af en hovedredaktør, en redaktionssekretær og tre redaktører.